# Giovanni Cagliero
Giovanni Cagliero, italijanski rimskokatoliški duhovnik, salezijanec, nadškof in kardinal, * 11. januar 1838, Castelnuovo d'Asti, † 28. februar 1926.

## Življenjepis
14. junija 1862 je prejel duhovniško posvečenje pri salezijancih.
30. septembra 1884 je bil imenovan za apostolskega vikarja Severne Patagonije; 13. novembra je bil imenovan za naslovnega škofa Magidusa in 7. decembra istega leta je prejel škofovsko posvečenje.
24. marca 1904 je bil imenovan za naslovnega nadškofa Sebasteje. 
Med 7. avgustim 1904 in 1915 je bil apostolski internuncij v Srednji Ameriki. 
6. decembra 1915 je bil povzdignjen v kardinala in imenovan za kardinal-duhovnika S. Bernardo alle Terme
16. decembra 1920 je bil imenovan za kardinal-škofa Frascatija.